# Ognevka (ort)
Ognevka (ryska: Огневка) är en ort i Kazakstan.   Den ligger i oblystet Östkazakstan, i den östra delen av landet, 800 km öster om huvudstaden Astana. Ognevka ligger 369 meter över havet och antalet invånare är 1 722.
Terrängen runt Ognevka är huvudsakligen kuperad. Ognevka ligger nere i en dal. Runt Ognevka är det mycket glesbefolkat, med 5 invånare per kvadratkilometer. Närmaste större samhälle är Asubulak, 14,5 km söder om Ognevka. Trakten runt Ognevka består i huvudsak av gräsmarker.